# Вплив пандемії COVID-19 на спорт
Пандемія COVID-19 спричинила найбільший збій у всесвітньому спортивному календарі з часів Другої світової війни. По всьому світу різною мірою спортивні заходи були скасовані або перенесені. Літні Олімпійські ігри 2020 року в Токіо були перенесені на 2021 рік. Лише кілька країн і територій, таких як Гонконг, Туркменістан, Білорусь і Нікарагуа, продовжували професіональні спортивні змагання згідно з календарем.

## Міжнародні мультиспортивні заходи

### Літні Олімпійські ігри

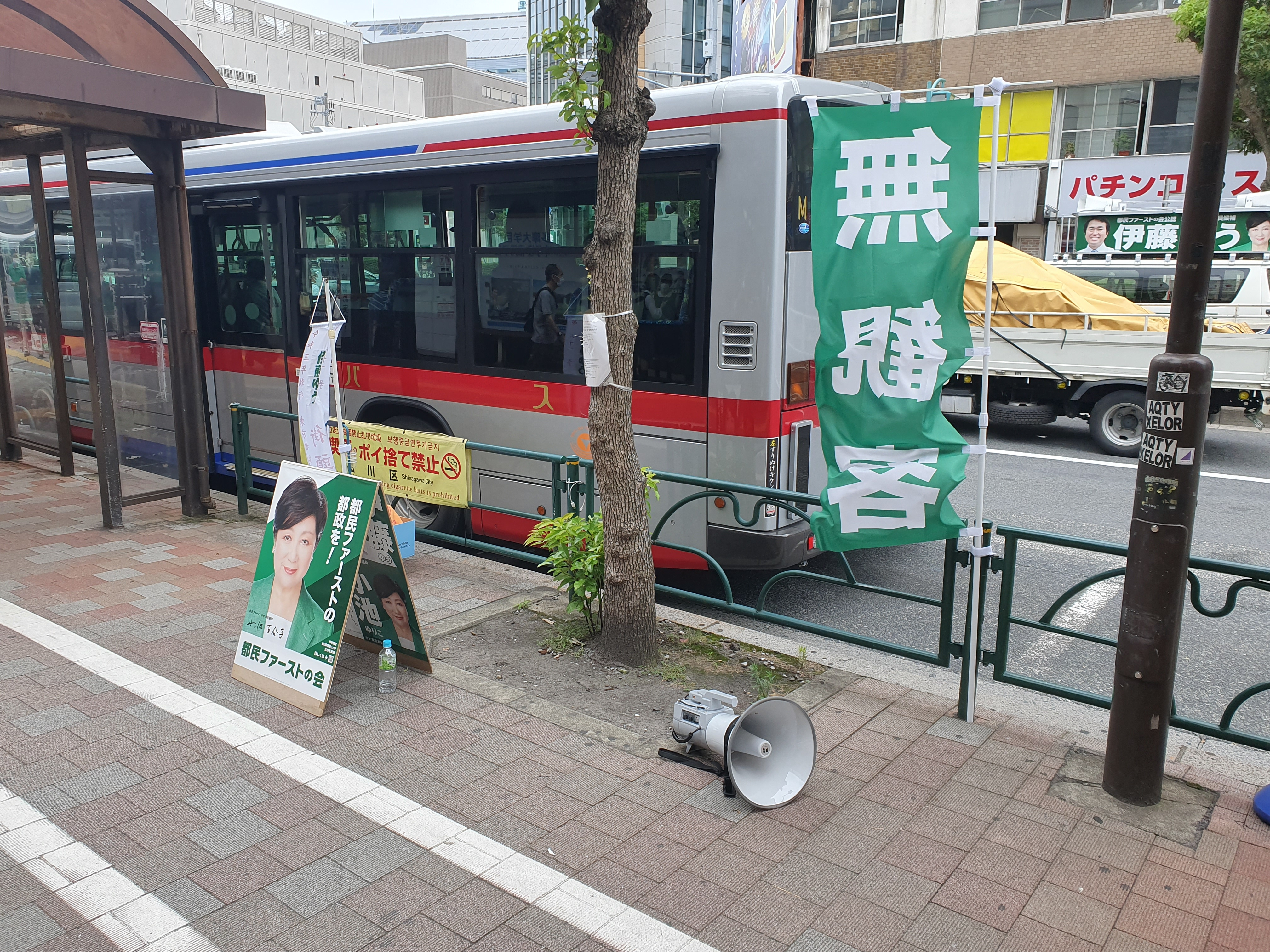
Банер із закликом провести літні Олімпійські ігри 2020 року без глядачів.

Літні Олімпійські та Паралімпійські ігри 2020 року мали початися в Токіо 24 липня та 25 серпня відповідно. Незважаючи на те, що уряд Японії вжив додаткових запобіжних заходів, щоб мінімізувати вплив спалаху пандемії в країні, відбіркові змагання скасовувалися або переносилися майже щодня. За даними японського громадського мовника NHK, виконавчий директор оргкомітету Токіо-2020 Тосіро Муто 5 лютого висловив занепокоєння тим, що COVID-19 може завадити проведенню Ігор.
Традиційна церемонія запалювання олімпійського вогню в грецькій Олімпії з нагоди початку естафети літніх Олімпійських ігор 2020 року пройшла 12 березня без глядачів. 23 березня Канада, Австралія та Велика Британія оголосили про вихід з Ігор, якщо вони не будуть перенесені на 2021 рік. 24 березня 2020 року МОК і оргкомітет Токіо оголосили, що літні Олімпійські та Паралімпійські ігри 2020 року будуть «перенесені на дату після 2020 року, але не пізніше літа 2021 року», що стало першим випадком в історії сучасних Олімпійських ігор, коли Олімпіада була відкладена. Церемонію відкриття Ігор офіційно перенесли на 23 липня 2021 року. Вартість перенесення Олімпіади на 2021 рік була оцінена в 5,8 мільярдів доларів США, що включало витрати на утримання невикористаних спортивних арен.
Оргкомітет опублікував різні заплановані протоколи безпеки для спортсменів, глядачів і представників преси. Було рекомендовано вакцинувати спортсменів, але вони не були зобов'язані цього робити. 20 березня 2021 року, посилаючись на міжнародні обмеження на подорожі та необхідність забезпечити безпеку спортсменів, було оголошено, що глядачам або гостям з-за меж Японії не буде дозволено відвідувати Ігри. Це були як глядачі з квитками, так і групи підтримки спортсменів. Хоча спочатку існували плани дозволити аренам працювати наполовину (до максимум 10 000 глядачів), зрештою було оголошено, що майже всі змагання Ігор будуть проходити за зачиненими дверима.
Крім того, на літні Олімпійські та Паралімпійські ігри 2024 року, які заплановано провести в Парижі, Франція 26 липня та 28 серпня 2024 року відповідно, також вплинули наслідки пандемії, через меншу тривалість між останніми Олімпійськими іграми.

### Зимові Олімпійські ігри
Незважаючи на те, що Зимові Олімпійські ігри 2022 року, які приймав Пекін, Китай, зберегли встановлену дату початку 4 лютого 2022 року та відбулися за розкладом, пандемія вплинула на кваліфікацію в певних видах спорту, таких як керлінг, де Всесвітня федерація керлінгу оголосила про пропозицію зробити кваліфікацію залежно від результатів на чемпіонаті світу 2021 року (найкращі команди якого автоматично кваліфікуються) і фінальному кваліфікаційному турнірі. Кваліфікація на жіночий хокейний турнір мала бути визначена світовим рейтингом IIHF після чемпіонату світу серед жінок 2020 року. Оскільки турнір було скасовано, замість нього використовувалися існуючі рейтинги для визначення учасників турніру.

### Всесвітні ігри
Всесвітні ігри в Бірмінгемі, штат Алабама, були заплановані на липень 2021 року, але через перенесення літніх Олімпійських ігор 2020 року ХІ Всесвітні ігри були перенесені на липень 2022 року.

### Арктичні зимові ігри
Арктичні зимові ігри 2020 року було скасовано, а Арктичні зимові ігри 2022 року перенесли на 2023 рік.

### Ігри Південно-Східної Азії
Ігри Південно-Східної Азії 2021 року у Ханої були перенесені на 2022 рік, а Паралімпійські ігри АСЕАН 2020 року були скасовані.

### Універсіада
Літня Універсіада в Ченду, Китай, була перенесена з 2021 на 2022 рік.
Зимову Універсіаду 2021 року в швейцарському Люцерні спочатку перенесли з 21-31 січня на 11-21 грудня, а 29 листопада цю подію скасували.

### Всесвітні ігри ветеранів
Всесвітні ігри майстрів (англ. World Masters Games) 2021 року, які спочатку планувалися провести в Японії з 14 по 30 травня, 28 жовтня були перенесені на невизначений термін після 2022 року. 12 січня 2021 року було оголошено, що Ігри 2021 року заплановано на 13–29 травня 2022 року, але пізніше їх перенесли на 2026 рік.

### Всесвітні екстремальні ігри
Всесвітні екстремальні ігри 2020 року спочатку перенесли на невизначений термін, а пізніше взагалі скасували.

## Національні мультиспортивні заходи

### Канада
U Sports 12 березня 2020 року припинило чоловічі та жіночі університетські чемпіонати з хокею. 8 червня U Sports оголосило, що скасовані всі національні чемпіонати на осінній семестр 2020–21 навчального року, включно з канадським футболом (Кубок Ваньє вперше не розігрувався з моменту його заснування), крос-кантрі, хокей на траві, жіноче регбі та футбол. 15 жовтня 2020 року U Sports оголосило, що дані обмеження стосуватимуться і зимової частини 2020–21 років, знову скасувавши всі зимові національні чемпіонати. Atlantic University Sport, Canada West і Ontario University Athletics наслідували даний приклад, призупинивши всі університетські легкоатлетичні змагання спочатку до 31 грудня 2020 року, а пізніше продовжили обмеження до 31 березня 2021 року, про що було оголошено 15 жовтня 2020 року.

### Ірландія
Спалах COVID-19 в Ірландській Республіці суттєво вплинув на спорт. З 12 березня 2020 року в гельських іграх були призупинені змагання з гельського футболу, герлінга, камогі та жіночого футболу.

### Велика Британія
16 березня 2020 року британська організація університетського спорту British Universities and Colleges Sport повідомила, що всі матчі з 17 березня по 1 квітня не відбудуться. Деякі окремі змагання, такі як чемпіонати зі спортивного орієнтування та віндсерфінгу, були повністю скасовані, а інші перенесені на невизначений термін.

### Сполучені Штати
6 березня 2020 року у першому раунді чоловічого студентського баскетбольного турніру NCAA Division III, гра, зіграна в Університеті Джона Гопкінса між Університетом Єшива та Вустерським Політехнічним Інститутом, стала першою спортивною подією в США, яка проходила без присутності вболівальників, після того, як студент з Університету Єшива здав позитивний результат на COVID-19.
11 березня 2020 року Національна університетська атлетична асоціація (NCAA) оголосила, що її чемпіонати та турніри зимового семестру, включно з популярним чоловічим баскетбольним турніром «Березневе божевілля» та жіночим баскетбольним турніром, проводитимуться за зачиненими дверима за участю «лише основного персоналу та обмеженої участі членів сім'ї».
Наступного дня, у зв'язку з призупиненням сезону НБА та інших професійних спортивних ліг, NCAA оголосила, що всі інші події чемпіонату на 2019–20 навчальний рік будуть повністю скасовані, що призвело до першого скасування за 81-річну історію баскетбольного турніру NCAA. Інші американські мультиспортивні організації — Національна асоціація міжвузівської легкої атлетики (NAIA), Національна атлетична асоціація юніорських коледжів (NJCAA) і Каліфорнійська спортивна асоціація коледжів (CCCAA) — також скасували свої змагання.
У грудні NCAA оголосила, що у 2021 році чемпіонат Дивізіону II із зимових і весняних видів спорту також матиме загальне скорочення учасників на 25 % (окремі види спорту варіюються від 17 до 34 % залежно від логістики), щоб зменшити витрати на тестування та протоколи здоров'я.
Команди, розташовані в штаті Нью-Мексико та в окрузі Санта-Клара, штат Каліфорнія, були змушені перенести тренування та ігри через законодавчу заборону будь-якого виду спорту, який вимагає фізичного контакту. Крім того, Нью-Йоркський технологічний інститут призупинив всю свою спортивну програму на два сезони, після чого перегляне це рішення.
Коледж МакМюррей, Університет Нотр-Дам-де-Намюр та Університет Урбана оголосили, що вони згортають діяльність і закриваються через економічні проблеми, спричинені або посилені пандемією, скасувавши в тому числі і свої спортивні команди.
У серпні 2020 року офіційні представники Каліфорнійського університету в Ріверсайді, члена Дивізіону I, публічно оголосили, що закриття всієї спортивної програми було одним із можливих варіантів вирішення фінансових проблем, пов'язаних з пандемією.

## Австралійський футбол
Після завершення першого раунду ігор (з 19 по 22 березня) сезон АФЛ 2020 було призупинено до 11 червня, тоді як фінальну серію жіночого сезону АФЛ 2020 було скасовано без визначення переможця після того, як були зіграні півфінали. Півфінали АФЛ серед жінок і перший раунд сезону АФЛ проходили на порожніх стадіонах. Міжнародний кубок Австралії з футболу 2020 року, який планувалося провести з 21 липня по 8 серпня на Саншайн-Кост, спочатку було відкладено до 2021 року, а потім взагалі скасовано.
Натомість щорічний захід включення до Зали слави австралійського футболу проводився протягом чотирьох ночей у вигляді серії попередньо записаних телевізійних шоу та інтерв'ю. Церемонію нагородження найкращих гравчинь жіночого АФЛ було також змінено на телевізійне шоу, а гравці транслювалися в прямому ефірі зі своїх домівок.
У дивізіонах, нижчих за повністю професійну АФЛ, більшість ліг або скасували весь сезон, або значно відклали його початок. У Національній футбольній лізі Південної Австралії виплати гравцям були зведені до нуля.
Пізніше сезон АФЛ 2020 відновився, однак багато ігор, особливо в перших раундах, проходили без глядачів. Ліга також скоротила ігровий час на 20 % до чотирьох чвертей по 16 хвилин замість 20-хвилинних. Інші менші зміни також були додані через пандемію.
28 червня офіційні особи штату Квінсленд оголосили про заборону на поїздки до штату Вікторія та назад. Через це АФЛ перенесла всі ігри, заплановані у Вікторії, в інші штати на той і наступний тиждень. 15 липня АФЛ оголосила, що всі команди, які базуються у Вікторії, переїдуть до Квінсленда або Західної Австралії на решту сезону. Це сталося через те, що Вікторія встановила 6-тижневий карантин, щоб впоратися зі сплеском захворювання.
21 липня АФЛ оголосила про прискорений розклад для раундів з 9 по 12, ігри будуть проходити щодня з 29 липня по 17 серпня, а в обрані понеділок, середу та четвер було зіграно по дві гри. Крім того, матчі не проводилися в Новому Південному Уельсі через зростання випадків коронавірусу в цьому штаті.
Решта ігор сезону 2020 року проходили переважно в Квінсленді та Південній Австралії, а також у Західній Австралії та Північній території. Кількість глядачів була обмежена. Гранд-фінал 2020 року відбувся 24 жовтня, приблизно на місяць пізніше, ніж зазвичай, у Брисбені, Квінсленд — це вперше, коли Гранд-фінал пройшов за межами штату Вікторія. Наступного року його знову перенесли, цього разу на стадіон Optus у Перті.

## Академічне веслування
Чотири олімпійські кваліфікаційні регати були скасовані, включно з фінальною кваліфікацією, яка мала відбутися в Люцерні, Швейцарія, з 17 по 19 травня. Також були скасовані всі три змагання Кубка світу-2020 з веслування.
Човнові перегони 2020, які мали відбутися на річці Темза в Лондоні 29 березня, також скасували.

## Бадмінтон
Спочатку всі заплановані турніри Всесвітньої федерації бадмінтону були призупинені до 12 квітня через занепокоєння коронавірусом. Це стосувалось турнірів Swiss Open, India Open, Orléans Masters, Malaysia Open та Singapore Open. Раніше організація призупинила German Open і перенесла Lingshui China Masters з лютого на травень 2020 року. 2020 Thomas & Uber Cup спочатку був запланований на 15-23 серпня, але 29 квітня був перенесений на 3-11 жовтня після того, як Данія продовжила заборону на «великі зібрання» до 31 серпня. 15 вересня його знову перенесли, а 21 грудня було оголошено, що турнір відбудеться 9–17 жовтня 2021 року.
Зрештою всі турніри до 11 жовтня були призупинені, а світові рейтинги заморожено з 17 березня 2020 року до 2 лютого 2021 року.

## Біатлон
Кубок світу з біатлону 2019—2020 завершився на вісім днів раніше запланованого. Фінал чемпіонату світу в Норвегії скасували, як і останній день передостаннього чемпіонату світу у Фінлянді.
Перед гонками у Фінляндії та Норвегії гонки Кубка світу в Нове-Место, Чехія, 5–8 березня пройшли без глядачів.
Деякі місця проведення Кубка світу з біатлону 2020—2021 років змінилися, щоб мінімізувати поїздки між місцями. Кубок IBU серед юніорів 2020–21 та деякі змагання Кубка IBU 2020–21 були скасовані.

## Бодібілдінг
Кілька змагань у міжнародному змагальному бодібілдингу на аматорському та професійному рівнях мали обмеження, перенесення або навіть скасування через занепокоєння щодо поширення COVID-19. 
Через ці занепокоєння губернатор Огайо Майк Девайн скасував проведення Arnold Sports Festival 2020 року в Колумбусі, штат Огайо, 3 березня до того, як у штаті було зареєстровано будь-які випадки захворювання або смерті. У той час скасування вважалося «радикальним». Fitness Expo (за дорученням уряду штату) проводив змагання з бодібілдингу та фізики, в тому числі Arnold Classic, без глядачів, за винятком батьків та опікунів неповнолітніх, які беруть участь у змаганнях. Подібні спортивні фестивалі, які планувалося провести в Африці, Австралії та Південній Америці, перенесли на кінець року.
16 березня 2020 року Джим Меніон, президент Професійної ліги IFBB, оголосив, що змагання, заплановані до 10 травня 2020 року в Сполучених Штатах, будуть перенесені на пізніший період року або скасовані до сезону 2021 року.

## Велосипедний спорт

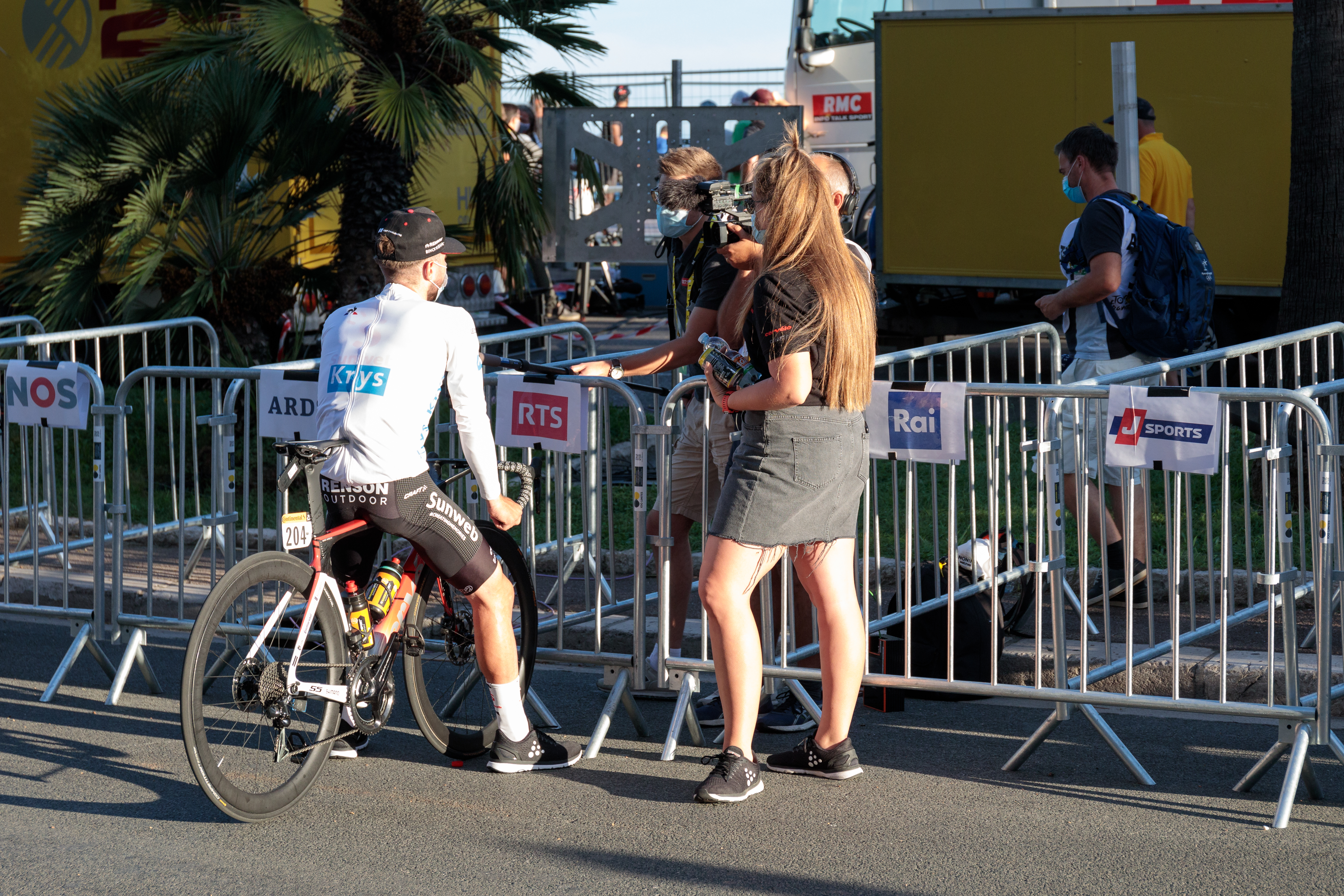
Марк Хірші в масці дає інтерв'ю після 2-го етапу Тур де Франс 2020 року. Журналіст дотримується фізичної дистанції між собою та велосипедистом за допомогою жердини, на кінці якої прикріплений мікрофон.

Тур ОАЕ 2020 року мав тривати до 29 лютого, але був скасований після п'ятого етапу після того, як два співробітники служби підтримки здали позитивний результат на коронавірус. З наступних дев'ятнадцяти перегонів Світового туру UCI 2020, запланованих на 31 травня, лише Omloop Het Nieuwsblad і Paris–Nice, у яких також було скасовано останній день перегонів, відбулися в запланований час. Перенесені гонки в цьому блоці включають Джиро д'Італія, крім того багато гонок нижчої категорії також були скасовані або перенесені. Також були скасовані або перенесені гонки жіночого світового туру UCI 2020.
15 березня UCI попросив призупинити всі санкціоновані UCI заходи до 3 квітня, а кваліфікацію до Олімпійських і Паралімпійських ігор у Токіо 2020 року припинити заднім числом з 3 березня. 18 березня призупинення заходів було продовжено щонайменше до кінця квітня. 1 квітня призупинення було продовжено до 1 червня, а 15 квітня воно було продовжено до 1 липня для міжнародних перегонів і до 1 серпня для UCI World Tour.
14 квітня щорічний Тур де Франс, який спочатку був запланований на 27 червня — 19 липня, був відкладений через суворі заходи країни щодо боротьби з коронавірусом, оскільки уряд продовжив заборону на масові зібрання до липня. Наступного дня ASO та UCI перенесли гонку з 29 серпня на 20 вересня, коли вона і була проведена. Щовихідних проводилися віртуальні перегони, у яких велосипедисти та команди змагалися один проти одного з дому.
15 липня розпочалася перша гонка, санкціонована UCI після призупинення — Dookoła Mazowsza. Першою гонкою UCI World Tour після призупинення стала Strade Bianche 1 серпня, яку було перенесено з початкового розкладу в березні.
23 липня гонки GP de Québec і GP de Montréal, заплановані на вересень у Квебеку та Монреалі, були скасовані. 9 жовтня Paris-Roubaix, спочатку запланований на 25 жовтня, був доданий до списку скасованих гонок.
У Всесвітньому турі UCI 2021 року три події в Австралії в січні–лютому (Dour own Under, Great Ocean Road Race і Herald Sun Tour), а також Hamburg Cyclassics (у серпні в Німеччині), Grand Prix Cycliste de Québec і Grand Prix Cycliste de Montréal (у вересні у Канаді), Tour of Guangxi (у жовтні в Китаї) були скасовані, а велогонку Париж–Рубе, спочатку заплановану на квітень, перенесли на жовтень.
У Всесвітньому турі UCI 2022 австралійська частина була знову скасована через місцеві обмеження; Хоча ймовірність проведення Great Ocean Road Race була запропонована пізніше в сезоні, гонка була врешті-решт повністю скасована через відсутність вільних дат.

## Водне поло
Олімпійський кваліфікаційний турнір з водного поло серед жінок 2020 року мав відбутися в Трієсті, Італія, 8–15 березня 2020 року. 28 лютого 2020 року Міжнародна федерація плавання (FINA) оголосила, що турнір буде перенесено на 17–24 травня через спалах коронавірусу, потім його знову перенесли на 17–24 січня 2021 року через повторний спалах у країні.
12 березня FINA оголосила про перенесення кількох міжнародних турнірів з водного поло через пандемію коронавірусу. Олімпійський кваліфікаційний турнір з водного поло серед чоловіків 2020 року, який мав відбутися в Роттердамі, Нідерланди, 22–29 березня, було перенесено на 31 травня–7 червня, а потім знову перенесено на 21–28 лютого 2021 року. Чоловіча і жіноча Світова ліга з водного поло 2020 року будули перенесені на вересень-жовтень 2020 року.
Чемпіонат Азії з водного поло 2020 року, який був азійською кваліфікацією до Олімпійського турніру з водного поло 2020 року, мав відбутися в Нур-Султані, Казахстан, 12–16 лютого 2020 року. Наприкінці січня подія була скасована через уряд Казахстану, який призупинив усі рейси та візи з Китаю через занепокоєння спалахом коронавірусу в країні. У середині лютого Федерація плавання Азії вирішила використати підсумковий рейтинг Азійських ігор 2018 року для розподілу своїх континентальних квот.

## Волейбол
12 березня Національна асоціація студентського спорту (NCAA) скасувала весняний чемпіонат з волейболу серед чоловіків 2020 року через занепокоєння щодо коронавірусу.
13 березня Міжнародна федерація волейболу (FIVB) вирішила відкласти Лігу націй серед чоловіків та жінок до закінчення літніх Олімпійських ігор 2020 року через спалах коронавірусу. 8 травня FIVB оголосила про скасування змагань Ліги націй.

## Гандбол
Відбіркові матчі чемпіонату Європи з гандболу серед жінок, які мали пройти 25–29 березня 2020 року в Роттердамі (Нідерланди), було скасовано..
Чемпіонат світу з гандболу серед чоловіків 2021 року відбувся, як і було заплановано, хоча й без глядачів. Це призвело до того, що кілька команд знялися до та під час чемпіонату.

## Гімнастика
Численні міжнародні змагання зі спортивної гімнастики, багато з яких були олімпійськими відбірковими змаганнями, були або скасовані, або перенесені. Кубки світу в Штутгарті, Бірмінгемі та Токіо (заплановані на 21 березня — 5 квітня) були перенесені на 2021 рік.
Чемпіонат Європи 2020 року серед жінок (запланований на 30 квітня — 3 травня в Парижі, Франція) і Чемпіонат Європи 2020 року серед чоловіків (запланований на 27–31 травня в Баку, Азербайджан) були скасовані. Пізніше вони були перенесені на 17–20 грудня та 9–13 грудня відповідно в Мерсін, Туреччина. Змагання, які спочатку були олімпійськими відбірковими турнірами, не були позначені як такі у світлі триваючої пандемії, щоб уникнути тиску на федерації-члени щодо їх участі, якщо вони не бажають цього робити.
Чемпіонат Тихоокеанського регіону (запланований на 17–19 квітня в Тауранга, Нова Зеландія) було відкладено до квітня 2021 року. 2 вересня 2020 року Gymnastics New Zealand оголосила, що відмовляється від проведення та скасувала змагання.

## Гірські лижі
Кубок світу з гірських лиж FIS 2019—2020 закінчився двома тижнями раніше після того, як гонки Кубка світу в Швеції, Словенії та Італії, заплановані на березень, були скасовані. Попередня лютнева гонка Кубка світу була перенесена з Китаю до Австрії.
У рамках Кубка світу з гірських лиж FIS 2020—2021 у січні також було перенесено кілька гонок.

## Гольф
Багато елітних турнірів з гольфу, як професійних, так і аматорських, були або перенесені, або скасовані у відповідь на пандемію, включаючи великі чемпіонати. 13 березня було оголошено про перенесення турніру Мастерс (запланований на 9–12 квітня). Чемпіонат PGA 2020 (запланований на 11–17 травня) було перенесено на наступний тиждень. 6 квітня R&A оголосила про скасування Відкритого чемпіонату 2020 року, вперше з часів Другої світової війни. Незабаром після цього USGA оголосила про перенесення Відкритого чемпіонату США 2020 року з 18 по 21 червня на 17-20 вересня (за тиждень до Кубка Райдера 2020, який сам був відкладений на рік) і до 12–15 листопада для Мастерс і до 6–9 серпня для Чемпіонату PGA.
Інші провідні професійні тури оголосили про подібні заходи, як і органи, відповідальні за організацію провідних аматорських заходів. 1 квітня R&A та USGA спільно оголосили, що Кубок Кертіса переноситься на 2021 рік, а аматорські чемпіонати Британії серед чоловіків і жінок переносяться з червня на серпень.

## Дартс
Гран-прі Європи з дартсу, Відкритий чемпіонат Європи з дартсу і Гран-прі Німеччини з дартсу 2020 року були перенесені урядами Баден-Вюртемберга, Північного Рейну-Вестфалії та Баварії відповідно. Турніри були офіційно скасовані 29 травня, а PDC оголосила, що Європейський тур буде скорочено з тринадцяти подій до п'яти, включно з однією, яка пройшла до введення обмежень. Два раунди Прем'єр-ліги з дартсу 2020 року, які мали відбутися в Роттердамі наприкінці березня, були перенесені на вересень через обмеження на проведення заходів у Нідерландах; і раунд, який мав відбутися в Ньюкаслі тижнем раніше, був згодом перенесений на жовтень. Наступні п'ять раундів у Белфасті, Шеффілді, Манчестері, Берліні та Бірмінгемі також були перенесені на більш пізні дати. Усі події ProTour з 16 березня до кінця червня були перенесені.
15 липня було оголошено, що раунди Прем'єр-ліги з дартсу 2020 року, які мали відбутися в Роттердамі, Бірмінгемі, Белфасті, Лідсі та Берліні, будуть скасовані, а натомість будуть зіграні на Marshall Arena у Мілтон-Кейнсі. Крім того, плей-оф перенесли назад до Лондона. 17 серпня раунди в Манчестері, Глазго, Ньюкаслі та Шеффілді були скасовані, а замість них також будуть зіграні в Мілтон-Кейнс. Нарешті 30 вересня плей-оф перенесли на «Ріко Арену» у Ковентрі. World Matchplay 2020 також було перенесено з Блекпула, де він проводився зазвичай, в Мілтон-Кейнс, і пройшов за закритими дверима. Лігу чемпіонів з дартсу 2020 року було скасовано, а Чемпіонат світу з дартсу PDC було перенесено з червня на листопад і перенесено з Гамбурга, Німеччина, спочатку до Граца, Австрія, а потім до Зальцбурга.
Першу заплановану подію на Всесвітній серії дартсу 2020 року, US Darts Masters, було скасовано.
Чемпіонат світу з дартсу PDC у 2021 році пройшов за закритими дверима через обмеження у Лондоні, які забороняли зібрання в приміщенні.

## Керлінг
Сезон керлінгу зазвичай закінчується в травні, але пандемія перервала його на початку березня. Всесвітня федерація керлінгу скасувала останні п'ять чемпіонатів, запланованих на сезон 2019—2020 років, зокрема Чемпіонат світу з керлінгу серед жінок 2020 року, Чемпіонат світу з керлінгу серед чоловіків 2020 року та Чемпіонат світу з керлінгу у змішаних парах 2020 року. У турнірі Великого шлему з керлінгу були скасовані дві події, що залишилися в сезоні 2019–20 — Кубок чемпіонів і Чемпіонат гравців.
У сезоні 2020–21 Канадська асоціація керлінгу перенесла Кубок Канади та скасувала різні інші події, такі як Континентальний кубок (через міжнародні обмеження на поїздки), чемпіонат Канади з керлінгу серед змішаних пар, Канадський клубний чемпіонат з керлінгу, Чемпіонат Канади з керлінгу серед юніорів і молоді до 18 років та інші. У грудні 2020 року решту чемпіонатів 2021 року було перенесено у Калгарі, включаючи чемпіонат світу з керлінгу серед чоловіків 2021 року.
2 грудня 2020 року Всесвітня федерація керлінгу відклала Чемпіонат світу з керлінгу на інвалідних візках 2021 року, перший чемпіонат світу з керлінгу в змішаних парних розрядах 2021 року на інвалідних візках, і скасувала чемпіонат світу з керлінгу серед ветеранів 2021 року другий рік поспіль, посилаючись на необхідність визначити пріоритетність подій, які мають наслідки для кваліфікації на Зимові Олімпійські та Паралімпійські ігри 2022 року. У зв'язку зі скасуванням чемпіонату світу 2020 року було оголошено Національним олімпійським комітетом, що шість найкращих команд світу серед чоловічих, жіночих і змішаних парних чемпіонатів кваліфікуються на Олімпіаду (замість попереднього плану використання очок, зароблених під час чемпіонати світу 2020 і 2021 років), а фінальний кваліфікаційний турнір відбудеться в грудні 2021 року, щоб заповнити місця, що залишилися.
Чемпіонат світу з керлінгу серед жінок у 2021 році спочатку планувався у Швейцарії. Після того, як місцева влада відкликала свою згоду на проведення там турніру, 8 лютого 2021 року Всесвітня федерація керлінгу оголосила про скасування турніру. Однак на початку березня турнір було відновлено після того, як Канада також запропонувала провести його в Калгарі. У проміжку між чемпіонатами світу серед чоловіків і жінок на турнірі Великого шлему з керлінгу також відбулись раніше скасовані Кубок чемпіонів і Чемпіонат гравців.
Через другу хвилю випадків по всій країні в грудні 2020 року Асоціація керлінгу США скасувала свій Чемпіонат 2020 року та відклала усі інші національні чемпіонати не раніше ніж на травень 2021 року.

## Кіберспорт
Вплив пандемії на кіберспорт в першу чергу вплинув на події та ліги, які проводять змагання особисто (як правило, щоб зменшити затримку між гравцями, що може вплинути на ігри, які граються через Інтернет, і забезпечити особисту аудиторію подібно до традиційних видів спорту). Це призвело до скасування та перенесення турнірів, а змагання проводилися за закритими дверима — або в традиційному розумінні, або через Інтернет, а не особисто, з потоковими трансляціями.
Sportcal припустив, що індустрія кіберспорту має можливість залучити основних спортивних уболівальників як «життєздатну альтернативу» традиційним спортивним подіям. Генеральний директор Roundhill Investments Вілл Герші передбачив, що ігри, зрозумілі для звичайного глядача (наприклад, спортивні відеоігри), можуть викликати особливий інтерес у цієї нової аудиторії.
Призупинення спортивних змагань дозволило професійним спортсменам активніше брати участь у трансляціях відеоігор як засобу взаємодії з уболівальниками. Кіберспортивні організації також запрошували професійних спортсменів для участі в певних змаганнях (часто разом із професійними гравцями або в змаганні з ними).
Деякі спортивні команди користувалися спортивними іграми подібним чином, як-от «Фінікс Санз» проводили трансляції NBA 2K20 із запрошеними гравцями між командами, з якими «Санз» мали зіграти того вечора, якби сезон НБА продовжився.
Спортивні мовники також скористалися перевагами кіберспорту як новою можливістю заповнити програму.

## Кінні перегони
Кінні перегони — це вид спорту, на який пандемія COVID-19 вплинула менше, ніж на більшість інших; деякі країни та регіони ніколи не припиняли проведення скачок, і перегони були одним із перших видів спорту, які відновили в інших регіонах.
На ранніх стадіях спалаху більшість кінних змагань залишалися за розкладом у звичайному режимі, але з обмеженою відвідуваністю іподромів. Серед цих країн був Гонконг, Франція, Японія, Об'єднані Арабські Емірати, США, Австралія, Ірландія, Велика Британія, Німеччина, Нова Зеландія та Сінгапур.

## Лакрос
Національна ліга лакросу (NLL) тимчасово призупинила сезон-2020 12 березня.
Вища ліга лакросу (MLL) оголосила про перенесення початку сезону 2020. Сезон мав розпочатися 30 травня, а потім був перенесений на скорочений формат з 16 по 26 липня, де всі гравці та тренери перебувають на карантині. 6 команд взяли участь у дводенному тренувальному таборі 16–17 липня, а потім у скороченому сезоні.
Прем'єр-ліга з лакросу оголосила про перенесення старту сезону 2020 року на 10 квітня. Ліга оголосила про змінений сезон, який відбудеться під назвою PLL Championship Series 6 травня. Серія тривала з 25 липня по 9 серпня неподалік від Солт-Лейк-Сіті, штат Юта, на стадіоні Zions Bank, де команди перебували на карантині та грали за відсутності вболівальників. 7 команд змагалися за коловою системою з 14 ігор.

## Легка атлетика
Чемпіонат світу з легкої атлетики у приміщенні 2020 року мав відбутися з 13 по 15 березня в Нанкіні, Китай, але його перенесли на березень 2021 року.
Чемпіонат світу з легкоатлетичного напівмарафону 2020 року мав відбутися 29 березня в Гдині, Польща, але його перенесли на жовтень 2020 року.
Перші три події Діамантової ліги 2020 року, заплановані на проведення в Катарі в квітні, а потім два змагання в Китаї в травні, були відкладені на кінець року.
Бостонський марафон 2020 року, спочатку запланований на 20 квітня, було відкладено до 14 вересня, а 28 травня його повністю скасовано. 28 жовтня організатори оголосили, що Бостонський марафон 2021 року не проводитиметься в День патріотів (19 квітня), як зазвичай, і буде перенесено десь на осінь. Організатори послалися на те, що в штаті Массачусетс заборонено шосейні перегони. Нарешті змагання відбулися 11 жовтня, на інше федеральне свято, День Колумба.
Лондонський марафон 2020 року, який мав відбутися 26 квітня, був перенесений на 4 жовтня, де на ньому змогли взяти участь лише учасники елітного рівня.
Берлінський марафон 2020 року заборонили проводити в початково заплановані дати і він був офіційно скасований 24 червня.
Нью-Йоркський марафон 2020 року був скасований.
У Токійському марафоні 2020 року брали участь лише учасники елітного рівня. Токійський марафон 2021 року перенесли на 2022 рік, а Токійський марафон 2022 року скасували.
Чиказький марафон 2020 року скасували.
Римський марафон 2020 року було скасовано, як і Марафон на набережній Торонто
Запланований на 20 червня «Бабусин марафон-2020» організатори скасували більш ніж за 50 днів до його початку. 31 березня вони оголосили про скасування марафону, напівмарафону та 5-тисячника.
Два із серії марафонів Standard Chartered 2020, Гонконзький марафон і Марафон у Куала-Лумпурі, були скасовані організаторами через невизначеність щодо спалаху COVID-19.
Як у 2020, так і в 2021 році міжнародний марафон Big Sur був скасований.
Марафон двох океанів 2020 року, запланований на 8–11 квітня, скасовано. Змагання 2021 року також було скасовано.
Comrades Marathons 2020 та 2021 років було скасовано.
Three Peaks Race 2020 року, який спочатку був запланований на 25 квітня, перенесли на 26 вересня.

## Лижний спорт
Голменколленський лижний фестиваль 2020 року в Осло, Норвегія, який є частиною Кубка світу з лижних гонок FIS 2019—2020, проходив 7–8 березня без глядачів на стадіонній частині Національної арени.
Останні дві події сезону Кубка світу, Sprint Tour 2020 (14–17 березня, у Квебеку, Канада та Міннеаполісі, Сполучені Штати) та фінали Кубка світу 2020 (20–21 березня, у Кенморі, Канада), були скасовано 12 та 13 березня..
Шведська лижна асоціація вирішила не відправляти повний склад лижників і допоміжного персоналу на перший раунд Кубка світу з лижних гонок 2020—2021 років у Рукатунтурі, Фінляндія, 27–29 листопада.
Другий раунд Кубка світу, який мав пройти у Ліллегаммері, Норвегія, 4–6 грудня, було перенесено через поточний стан заходів із запобігання COVID-19.
1 грудня Федерація лижного спорту Норвегії (NSF) оголосила, що вони не відправлятимуть лижників для участі в змаганнях Кубка світу в Давосі, Швейцарія, та Дрездені, Німеччина, у грудні, і, можливо, не братимуть участі в Тур де Скі, який планується розпочати 1 січня 2021 року. Еспен Б'єрвіг, менеджер секції крос-кантрі NSF, сказав, що рішення було засноване на «ризику подорожі, ми переконалися, що дотримання дистанції та уникнення тісного контакту на Кубках світу є більш вимогливим, ніж ми спочатку припускали», і що «спортсмени, які займаються спортом на витривалість, використовують свої легені як інструмент, і ми не знаємо наслідків COVID-19. Тому ми повинні вживати заходів обережності». 9 грудня NSF оголосила, що не відправлятиме жодного лижника для участі в Тур де Скі 2021 року.
2 грудня Шведська лижна асоціація та Фінська лижна асоціація оголосили, що повторять рішення Норвегії та не відправлятимуть лижників на події в Давосі та Дрездені. Директор з маркетингу Міжнародної федерації лижного спорту (FIS) Юрг Капол критично оцінив вихід трьох країн із змагань і сказав: «Нам потрібна солідарність. Якщо цього не дати, у майбутньому буде важко знайти організаторів [конкурсу]», і додав, що «звичайно, всі країни повинні приймати власні рішення. Проблема не в тому, що вони не можуть потрапити на змагання, а в тому, що вони самі вирішили туди не їхати».
4 грудня FIS скасувала гонки Кубка світу в Пекіні, Китай, посилаючись на обмеження на подорожі на тлі пандемії коронавірусу, «включаючи поточний обов'язковий 14-денний карантин для всіх іноземних відвідувачів» у Китаї. Гонки мали відбутися 19-21 березня і мали стати генеральною репетицією майбутніх зимових Олімпійських ігор 2022 року в Пекіні. FIS повідомила, що шукатиме заміну для проведення перегонів.

## Настільний теніс
Командний чемпіонат світу з настільного тенісу 2020 року, який мав відбутися з 22 по 29 березня в Пусані, Південна Корея, перенесли на 27 вересня — 4 жовтня.
Сім подій Світового туру ITTF 2020 року також були скасовані або перенесені, включаючи Відкритий чемпіонат Китаю та Відкритий чемпіонат Японії Чотири олімпійські кваліфікаційні змагання, заплановані на квітень, також були перенесені.

## Нетбол
У Сполученому Королівстві сезон нетбольної Суперліги-2020 було призупинено в березні після трьох турів і завершено в травні 2020 року. Сезон 2021 проходив за зачиненими дверима.
Турнір Constellation Cup між Австралією та Новою Зеландією у 2020 році було скасовано «…через кілька факторів, включаючи вимоги щодо COVID-19 і добробут гравців».

## Покер
Станом на 18 березня більшість казино та інших ігрових закладів у всьому світі були закриті на невизначений термін, а багато майбутніх живих турнірів з покеру було або відкладено, або скасовано, або (у тих юрисдикціях, де це дозволено) перенесено на онлайн-платформу.
20 квітня Всесвітню серію покеру 2020 року було перенесено.
Пандемія призвела до значного зростання онлайн-покерного трафіку.

## Реал-теніс[en]
Чемпіонат світу з реал-тенісу 2020 року, який мав відбутися в Престед-Холлі в Фірінгу, Ессекс, Велика Британія, було перенесено 12 березня 2020 року на жовтень 2020 року через заборону на зібрання в закритих приміщеннях, спортивні та міжнародні обмеження на подорожі. Пізніше чемпіонат було перенесено на травень 2021 року. Крім того, інші великі турніри, включаючи Відкритий чемпіонат Франції 2020 і Трофей чемпіонів, були скасовані.

## Серфінг
Всесвітня ліга серфінгу 2020 року, яка мала стартувати в Австралії 26 березня, була призупинена принаймні до червня. Перша подія сезону, Corona Open Gold Coast, була скасована, тоді як друга та третя події, Rip Curl Pro Bells Beach та Margaret River Pro, були відкладені.
Всесвітні ігри з серфінгу ISA 2020 року, які мали відбутися з 9 по 17 травня в Сальвадорі, були перенесені на 8-16 травня 2021 року.

## Сквош
Індивідуальний чемпіонат Європи зі сквошу 2020 року, який мав відбутися в Ейндговені, Нідерланди, з 29 квітня по 2 травня, було скасовано.

## Снукер
Чемпіонат світу зі снукеру 2020 року, спочатку запланований на 18 квітня — 4 травня, було перенесено на 31 липня.
Чемпіонат світу зі снукеру серед жінок 2020 року, спочатку запланований на 22-27 червня, було перенесено і зрештою скасовано.

## Стрільба з лука
Відкриття трьох етапів Кубка світу-2020 зі стрільби з лука перенесли. Серед інших перенесених подій — Панамериканський чемпіонат зі стрільби з лука, який мав відбутися в Монтерреї, Мексика, з 23 по 29 березня, та Чемпіонат Європи зі стрільби з паралука, який мав відбутися в Ольбії, Італія, з 18 по 26 квітня.
15 липня було оголошено про скасування Чемпіонату світу зі стрільби з лука 2020 року.

## Теніс
Одним з перших великих спортивних змагань, скасованих у США через пандемію, став тенісний турнір BNP Paribas Open 2020 року в Індіан-Веллсі, штат Каліфорнія, було перенесено 8 березня 2020 року як запобіжний захід через зростання кількості випадків у Каліфорнії. Організатори заявили, що планують шукати нову дату, але в підсумку турнір було скасовано 12 березня мер Маямі Карлос А. Хіменес наказав скасувати Miami Open відповідно до надзвичайного стану в окрузі Маямі-Дейд.
12 березня ATP оголосила, що у відповідь на вищезазначені скасування, зокрема, вони призупинять змагання принаймні на шість тижнів. Міжнародна федерація тенісу також призупинила гру щонайменше до 20 квітня, а WTA скасувала турніри WTA Tour до 12 квітня. 16 березня WTA призупинила ігри до 2 травня.
16 березня початок Відкритого чемпіонату Франції 2020 року було перенесено з 24 травня на 20 вересня, а 16 червня — на 27 вересня. ATP і WTA спільно оголосили, що призупинення ігор було продовжено до 7 червня. 1 квітня Вімблдонський турнір був скасований вперше після Другої світової війни, тоді як ATP і WTA оголосили, що їх призупинення буде продовжено до 13 липня. 15 травня призупинення було продовжено до 3 серпня.
26 червня 2020 року ITF оголосила, що фінальні матчі 2020 року відбудуться з 22 по 28 листопада 2021 року. Крім того, 24 матчі Світової групи I та Світової групи II були перенесені на березень або вересень 2021 року, а регіональні матчі Групи III та IV 2020 року також перенесли на 2021 рік. 18 країн, які пройшли кваліфікацію до фіналу, збережуть свою позицію на наступний рік.
З призупиненням основних міжнародних турів з'явилися альтернативні показові змагання зі зміненими правилами, в тому числі Ultimate Tennis Showdown у Ніцці, Франція (де використовувалися часові чверті та дозволяли учасникам грати в «карти», щоб впливати на гру) та Adria Tour — серія тенісних подій у Південно-Східній Європі, організована першою ракеткою світу Новаком Джоковичем (у якій використовувався формат Fast4 із сетами, які розігрувалися до чотирьох очок, а не до шести). Останній був відомий тим, що не обмежував відвідуваність, і був остаточно зупинений перед фіналом другого етапу в Хорватії, після того, як Григор Димитров здав позитивний темт на COVID-19. Кілька залучених гравців, включаючи самого Джоковича, також заразилися вірусом.
16 квітня Тенісна асоціація Сполучених Штатів (USTA) оголосила про створення консультативної групи для оцінки проведення US Open, результати якої планується оголосити до червня. 16 червня 2020 року губернатор Ендрю Куомо оголосив, що він дозволив проведення US Open у Нью-Йорку в його початкові дати за умови дотримання протоколів безпеки, розроблених USTA, і відсутності глядачів. Також було оголошено, що для скорочення поїздок попередній Cincinnati Masters (Western & Southern Open) буде перенесено на те саме місце, що й US Open, причому обидва турніри проводитимуться поспіль. Наступного дня Canadian Open 2020 (спочатку запланований на початок серпня) було повністю скасовано, попередньо залишаючи Palermo Ladies Open і ATP 500/WTA International Washington Open як перші дві події після відновлення 21 липня було оголошено про скасування Washington Open. Через два дні ATP і WTA скасували всі майбутні турніри в Китаї (включно з фінальним турніром WTA) у зв'язку з мораторієм Головного управління спорту Китаю щодо більшості міжнародних подій у країні до кінця 2020 року 4 серпня щорічний Madrid Open, який мав відбутися в Мадриді, Іспанія, спочатку було відкладено зі звичайного травневого розкладу, а потім спочатку перенесено на вересень, а потім повністю скасовано через збільшення випадків коронавірусу в країні.
Відкритий чемпіонат Австралії 2021 року тривав з обмеженням на 30 000 глядачів на день, а всі гравці підлягали обов'язковому 14-денному карантину після прибуття. Щоб скоротити кількість необхідного персоналу, це був перший турнір Великого шлему, де використовувалося електронне суддівство на лінії для всіх матчів.
8 квітня 2021 року Французька тенісна федерація відклала Відкритий чемпіонат Франції 2021 року на один тиждень через третій національний локдаун у Франції.
20 травня BNP Paribas Open 2021, який спочатку був запланований на 8-21 березня, було перенесено на 4-17 жовтня після того, як у Каліфорнії постійно зростала кількість випадків COVID. 2 липня ATP, WTA та ITF скасували азіатські турніри другий рік поспіль, включаючи Підсумковий турнір WTA 2021, який мав відбутися в Шеньчжені, Китай, через постійні обмеження на подорожі до Азії, пов'язані з пандемія COVID-19 в Азії. 13 вересня було оголошено, що Підсумковий турнір WTA перенесено в Гвадалахару, Мексика.
Оскільки Австралія зберігала міжнародні обмеження на в'їзд до середини 2022 року, повідомлялося, що організатори розглядають можливість перенесення Australian Open 2022 за межі Австралії, якщо вони не зможуть досягти більш гнучкої домовленості щодо карантину з урядом країни. Турніри ATP і WTA Auckland Open були скасовані в 2021 і 2022 роках, організатори також посилалися на обмежувальні карантинні правила Нової Зеландії, які унеможливлювали проведення турніру. У листопаді 2021 року відповідно до вимог штату Вікторія було оголошено, що всі учасники та гравці повинні пройти повну вакцинацію проти COVID-19. Новак Джокович, який боровся за 10-й чемпіонський титул Australian Open, опинився в центрі скандалу перед турніром через його спроби отримати медичне звільнення від вакцинації.

## Фехтування
3 березня 2020 року Міжнародна федерація фехтування (FIE) випустила свій перший бюлетень про заходи безпеки щодо COVID-19. 10 березня FIE наполегливо рекомендувала всім учасникам своїх змагань (спортсменам та іншим членам національних делегацій) заповнити та мати при собі анкету про стан свого здоров'я. 12 березня циркуляр FIE повідомив про перенесення шести змагань Кубка світу або Гран-прі та Чемпіонату світу серед юніорів. Оскільки Кубок світу та Гран-прі були частиною кваліфікації до Олімпіади-2020 у Токіо, у циркулярі попереджали про необхідність перенесення зонального кваліфікаційного турніру до Олімпіади.
Окремі країни приймали різні рішення. Наприклад, 4 квітня Італія оголосила про призупинення всіх змагань до 31 серпня.

## Фігурне катання
Чемпіонат світу серед юніорів 2020 року, який відбувся 2–8 березня в Таллінні, Естонія, став останньою великою подією, яка проводилася на тлі зростання занепокоєння щодо пандемії. Усі інші події в календарі сезону, включаючи чемпіонат світу, були скасовані.
Чемпіонат світу 2020 року, спочатку запланований на 16-22 березня 2020 року в Монреалі, Канада, був відкладений 11 березня Міністерством охорони здоров'я Квебеку. 12 квітня 2020 року віце-президент ISU з фігурного катання Александер Лакернік заявив ЗМІ, що шанси на перенесення чемпіонату невеликі через пандемію, що триває. ISU підтвердив повне скасування заходу без можливості перенесення на пізнішу дату, 16 квітня 2020 року.
Серію Гран-прі ISU серед юніорів 2020–21 років було скасовано 20 липня 2020 року. Більше половини подій серії ISU Challenger 2020—2021 також були скасовані приймаючими федераціями або перенесені на невизначену пізнішу дату. Події серії «Челленджер» проводилися як окремі змагання, і тому не присуджувалися призові на основі загального рейтингу серії.
Змагання Гран-прі ISU з фігурного катання 2020–21 були суттєво змінені з урахуванням чинних обмежень на подорожі, а кульмінаційна подія серії, фінал Гран-прі 2020–21, був перенесений з початкової дати 10–13 грудня в Пекіні, Китай. 14 жовтня 2020 року приймаюча федерація скасувала другу подію серії Гран-прі, Skate Canada International 2020 року. 19 жовтня 2020 року четверта подія серії, Міжнародний чемпіонат Франції 2020, також була скасована. У листопаді стало відомо, що Фінал Гран-прі не пройде у Китаї, а 10 грудня 2020 року його остаточно скасували.
16 жовтня 2020 року ISU оголосив про скасування Чемпіонату чотирьох континентів 2021 року. 24 листопада 2020 року також було скасовано Чемпіонат світу серед юніорів 2021 року. 10 грудня 2020 року Чемпіонат Європи 2021 року став третьою подією чемпіонату ISU сезону, яку скасували.
Чемпіонат світу 2021 року відбувся за розкладом, незважаючи на занепокоєння спортсменів, уболівальників і ЗМІ, з дотриманням протоколів щодо COVID-19. Під час заходу два спортсмени та невідома третя особа здали позитивний результат тесту на COVID-19, принаймні ще один спортсмен отримав позитивний результат протягом кількох тижнів після змагань.
Деякі країни перенесли або скасували свої національні чемпіонати, зокрема було перенесено чемпіонат США 2021 року.
Серія юніорських Гран-прі ISU 2021—2022 в основному проходила за розкладом, хоча другий етап було перенесено з Канади до Франції, але кілька країн не змогли відвідати певні етапи через обмеження на подорожі. Інші федерації, включаючи Японію та Китай, вирішили повністю відмовитися від серії.
16 серпня 2021 року ISU оголосив про скасування Кубка Китаю 2021 року, посилаючись на обмежену кількість міжнародних рейсів до Китаю та суворі обмеження через пандемію COVID-19. Натомість замість нього у ті дати пройшов Gran Premio d'Italia. 2 грудня ISU оголосив про перенесення Фіналу Гран-прі 2021–22 років і фіналу Гран-прі серед юніорів в Осаці через обмеження на подорожі, запроваджені урядом Японії у відповідь на нещодавно виявлений варіант Омікрон, а 17 грудня події були повністю скасовано.
13 вересня 2021 року Китайська асоціація ковзанярського спорту відмовилася від проведення Чемпіонату чотирьох континентів 2022 року. Близькість події за часом і місцем розташування до Зимових Олімпійських ігор 2022 року викликала питання про те, чи може Китай безпечно проводити Олімпіаду. В результаті змагання пройшло у Таллінні, Естонія, через тиждень після завершення там чемпіонату Європи 2022 року.
Кілька країн відклали або скасували свої національні чемпіонати, включаючи Австралію та Китай, другий сезон поспіль.

## Футзал
9 березня 2020 року ФІФА та АФК оголосили, що чемпіонат Азії з футзалу 2020 року в Ашгабаді перенесено на 5–16 серпня, але в липні 2020 року турнір знову було перенесено на 4–15 листопада 2020 року. 10 вересня 2020 року АФК оголосила, що замість цього турнір відбудеться в Кувейті з 2 по 13 грудня 2020 року. 15 жовтня 2020 року АФК оголосила, що через сплеск випадків COVID-19 у Кувейті турнір перенесено на 2021 рік. 10 листопада 2020 року АФК затвердила нові дати між 23 березня та 3 квітня 2021 року, однак 25 січня 2021 року оголосила про скасування турніру.

## Хокей на траві
Багато ліг з хокею на траві в Європі були призупинені або скасовані, зокрема в Іспанії, Англії, Німеччині та Нідерландах.
12 березня було припинено проведення фіналу 8 Європейської хокейної ліги 2019—2020 і жіночої Європейської хокейної ліги 2020 та ряд інших турнірів.
В Азії перенесли молодіжний чемпіонат Азії з хокею на траві 2020 року, Трофей чемпіонів Азії серед жінок 2020 року та Юніорський кубок Азії серед жінок 2020 року. Кубок Султана Азлана Шаха 2020 року спочатку перенесли на 24 вересня, а 2 травня офіційно скасували.

## Шахи
44-та шахова олімпіада, яка мала відбутися в Москві, Росія, з 5 по 17 серпня 2020 року, була відкладена та перенесена на літо 2021 року.
Турнір претендентів ФІДЕ 2020 року, який проходив у Єкатеринбурзі, Росія, був призупинений у середині турніру, 26 березня. ФІДЕ вирішила перенести другу половину турніру після того, як Росія оголосила про припинення авіасполучення з іншими країнами, починаючи з 27 березня.

## Шорт-трек
Чемпіонат світу із шорт-треку 2020 року в Сеулі, Південна Корея, запланований на 13-15 березня, було скасовано. Міжнародний союз ковзанярів спочатку оголосив, що намагається перенести турнір на початок сезону 2020–21, але не знайшов місця в календарі.
У сезоні 2020–21 було скасовано весь чемпіонат світу, який мав відбутися в листопаді і грудні в Канаді, Південній Кореї та Китаї та в лютому в Німеччині.